# ぽいっと
ぽいっと(英:POITTO)とは、メトロによって開発され、エイブルコーポレーションによって販売されたパズルゲームである。アーケードゲームとして、1993年9月より稼働。